# Calopezzati
Calopezzati là một thị xã và comune  ở tỉnh Cosenza trong vùng Calabria miền nam nước Ý.
Đô thị Calopezzati có diện tích 22 ki lô mét vuông, dân số thời điểm năm 2007 là 1207 người.
Đô thị này có các đơn vị dân cư (frazioni) sau: